# Franz San Galli

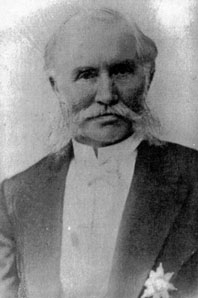
Franz San Galli

Franz San Galli (Franz Friedrich Wilhelm San-Galli; ros.: Франц Карлович Сан-Галли, Franc Karłowicz San-Galli; ur. 26 lutego 1824 roku w Kamieniu Pomorskim, zm. 17 lipca 1908 roku w Sankt Petersburgu) – Niemiec pochodzący z rodziny o włoskich korzeniach, przedsiębiorca, inżynier samouk i przemysłowiec (przemysł stalowy i odlewniczy, produkcja rur, mostów i kaloryferów), publicysta (prasa techniczna) i członek wielu towarzystw inżynierskich; deputowany do Dumy Sankt Petersburga, gdzie miał własną frakcję.
W Szczecinie ukończył gimnazjum i rozpoczął pracę zawodową. W roku 1843 wyemigrował do Sankt Petersburga. W 1855 roku wynalazł system centralnego ogrzewania oparty na sprężonej parze wodnej krążącej w systemie rur i grzejników i rozpoczął jego produkcję.